# Фицджеральд (лунный кратер)
Кратер Фицджеральд (лат. Fitzgerald) — крупный древний ударный кратер в северном полушарии обратной стороны Луны. Назван в честь ирландского физика и философа Джорджа Фицджеральда; это название было утверждено Международным астрономическим союзом в 1970 году. Образование кратера относится к нектарскому периоду.

## Описание кратера

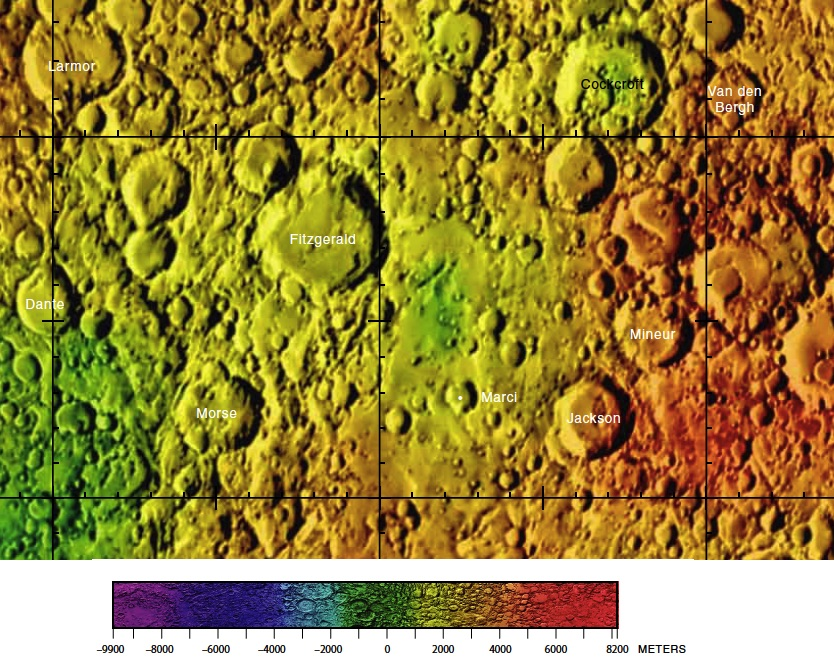
Окрестности кратера Фицджеральд. Фрагмент карты обратной стороны Луны.

Ближайшими соседями кратера являются кратер Лармор на северо-западе; кратер Кокрофт на востоке-северо-востоке; кратер Марци на юго-востоке; кратер Морзе на юге-юго-востоке и кратер Данте на западе. Селенографические координаты центра кратера 26°40′ с. ш. 172°08′ з. д. / 26,67° с. ш. 172,14° з. д., диаметр 104,2 км, глубина 2,9 км
Кратер Фицджеральд имеет полигональную форму и значительно разрушен за длительное время своего существования. Вал сглажен, в восточной и западной части перекрыт небольшими кратерами, к северо-западной части вала примыкает сателлитный кратер Фицджеральд W. От последнего через чашу кратера Фицджеральд в юго-восточном направлении проходит светлый луч, который впрочем может принадлежать системе лучей сателлитного кратера Мур F. Внутренний склон вала с сглаженными остатками террасовидной структуры и осыпями пород у подножия. Высота вала над окружающей местностью достигает 1540 м, объём кратера составляет приблизительно 12400 км³. Дно чаши сравнительно ровное, за исключением более пересечённой западной части, южная часть чаши отмечена небольшим приметным кратером. Небольшой округлый центральный пик несколько смещён к северо-западу от центра чаши.

## Сателлитные кратеры
| Фицджеральд | Координаты                                              | Диаметр, км |
| ----------- | ------------------------------------------------------- | ----------- |
| B           | 29°01′ с. ш. 170°44′ з. д. / 29,02° с. ш. 170,74° з. д. | 24,2        |
| W           | 28°30′ с. ш. 173°59′ з. д. / 28,5° с. ш. 173,99° з. д.  | 49,2        |
| Y           | 30°54′ с. ш. 172°56′ з. д. / 30,9° с. ш. 172,93° з. д.  | 35,5        |

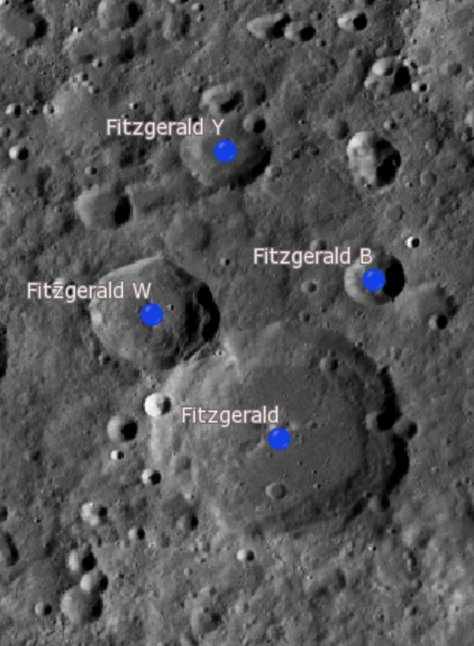
Снимок зонда Lunar Reconnaissance Orbiter.

- Образование сателлитных кратеров Фицджеральд W и Фицджеральд Y относится к нектарскому периоду[2].